# Taiji
Taiji – chińska koncepcja filozoficzna związana z konfucjanizmem oraz taoizmem, tłumaczona jako „najwyższa ostateczność”. Taiji to nazwa stanu wszechświata, w którym doszło do podziału na yin i yang; jest przeciwieństwem wuji, stanu sprzed tego podziału. 